# Jacob Pavlovič Adler
Jacob Pavlovič Adler (nato Yankev P. Adler;; Odessa, 12 febbraio 1855 – New York, 1º aprile 1926) è stato un attore russo ebreo, una star del teatro yiddish, prima a Odessa, poi a Londra e nello Yiddish Theater District di New York.

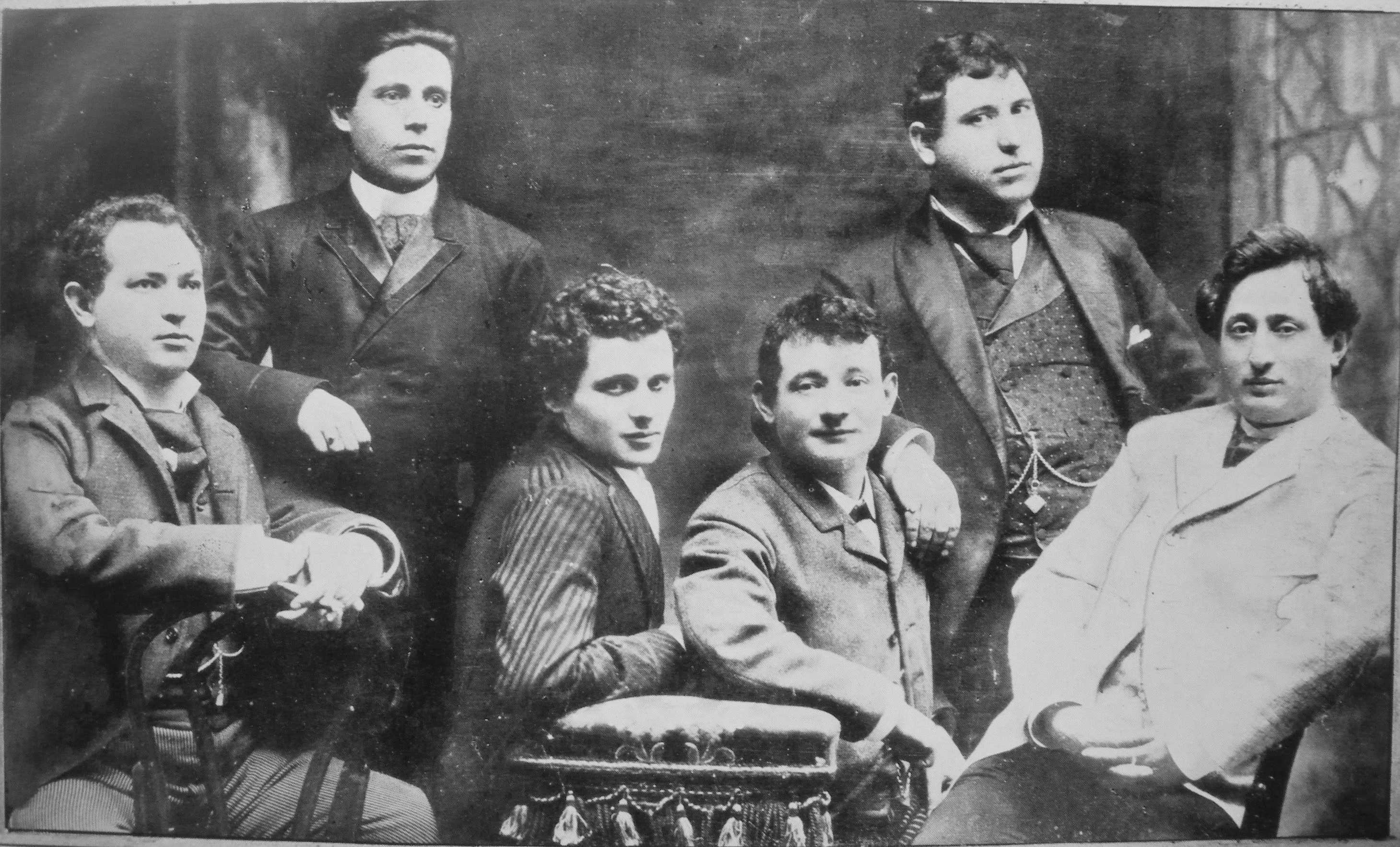
Da destra: Jacob P. Adler, Zigmund Feinman, Zigmund Mogulesko, Rudolf Marx, Mr. Krastoshinsky e David Kessler, 1888

Soprannominato "nesher hagodol", ("la grande aquila", in tedesco Adler significa "aquila"), ottenne il suo primo successo teatrale a Odessa, ma la sua carriera fu rapidamente interrotta quando il teatro yiddish fu bandito in Russia nel 1883. Divenne una star del teatro yiddish a Londra e nel 1889, nel suo secondo viaggio negli Stati Uniti, si stabilì a New York. Adler iniziò presto una sua compagnia, inaugurando un nuovo e più serio teatro yiddish, in particolare reclutando il primo drammaturgo realistico del teatro yiddish, Jacob Gordin. Adler ottenne un grande trionfo nel ruolo del titolo di Der Yiddisher King Lear (Il King Lear ebraico) di Gordin, ambientato nella Russia del XIX secolo, che insieme alla sua interpretazione dello Shylock di Shakespeare avrebbe formato il nucleo del personaggio che egli definì il "Grand Ebreo".
Quasi tutta la sua famiglia si dedicò al teatro; probabilmente la più famosa era sua figlia Stella, che insegnò il metodo della recitazione, tra gli altri, a Marlon Brando.

## Biografia

### Infanzia e giovinezza
Adler nacque a Odessa, nell'impero russo (ora Ucraina). Il padre di Adler, Feivel (Pavel) Abramovič Adler, era nel commercio dei cereali (piuttosto infruttuoso). Sua madre, nata Hessye Halperin, era una donna alta e bella, originaria di una ricca famiglia di Berdičev. Si era allontanata dalla sua famiglia dopo aver divorziato dal suo primo marito (e aver lasciato un figlio), per sposare il padre di Adler. Il matrimonio con una divorziata costò a Feivel Adler (e quindi a Jacob Adler) il suo status di Kohen (sacerdote). Suo nonno paterno visse con loro per circa otto anni; era un uomo pio e la famiglia era molto più attenta alle pratiche religiose ebraiche durante il tempo in cui viveva con loro. Tuttavia, secondo Adler, il vero patriarca della famiglia era il suo ricco zio Aaron "Arke" Trachtenberg, che in seguito sarebbe stato il modello per la sua interpretazione di ruoli come il King Lear Ebreo di Gordin.
Adler crebbe con un piede in un mondo ebraico tradizionale e uno in uno più moderno ed europeo. Sua nipote Lulla Rosenfeld scrive: "Dello haskala [l'Illuminismo ebraico] come sistema organizzato di idee, probabilmente sapeva poco o niente". La sua educazione era irregolare: man mano che le fortune della famiglia aumentavano e diminuivano, veniva mandato alla cheder (scuola religiosa ebraica) o in una scuola di contea di lingua russa, tolto completamente dalla scuola, o aveva un tutore privato per alcuni mesi. Scrisse che "la somma del mio apprendimento era un po' di aritmetica, un po' di grammatica russa e alcune frasi francesi".
Crebbe con compagni di gioco sia ebrei che cristiani, ma sopravvisse anche a uno dei pogrom di Odessa intorno al 1862. Marinava la scuola e a 12 anni iniziò ad assistere a fustigazioni pubbliche, marchiature ed esecuzioni di criminali; in seguito sviluppò più interesse a partecipare ai processi in aula. A 14 anni iniziò a lavorare in una fabbrica tessile, e presto avanzò ad un lavoro da colletti bianchi con uno stipendio di 10 rubli al mese, che sarebbe stato decente anche per un adulto. Vivendo ancora in casa, iniziò a frequentare il malfamato distretto di Moldovanka. Il suo primo contatto con la celebrità fu quando divenne per un breve periodo un pugile, noto come Yankele Kulachnik, "Jake the Fist". Ben presto si annoiò con la boxe, ma non con i suoi nuovi legami con i "figli di padri ricchi, avvocati senza diplomi", ecc. Bravo ballerino, entrò a far parte di una folla di giovani tosti che si ritrovavano regolarmente in feste di matrimonio. La sua celebrità locale continuò, con la reputazione di miglior ballerino di can-can di Odessa.
Lasciò la fabbrica, diventando un raznosčik, un venditore ambulante; il suo libro di memorie accenna a incarichi da porta di servizio con "servette e cameriere"; secondo la sua stessa descrizione, la sua vita a questo punto era solo un passo da una vita da criminale. Tramite suo zio Arke, "un appassionato di teatro", si interessò al teatro, inizialmente per la bellezza di Ol'ga Glebova e il taglio dei vestiti di Ivan Kozelskij, ma ebbe la fortuna di trovarsi in una delle grandi città del teatro del suo tempo.
A 17 anni divenne il capo della claque di Glebova, lavorava come copista per avvocati e ogni sera andava a teatro, in una taverna o a una festa. In seguito avrebbe preso spunto dalla sua vita in questo momento per la sua interpretazione di Protosov in Il cadavere vivente di Tolstoj. Nei pochi anni successivi ebbe numerose relazioni amorose e gli fu impedito un matrimonio d'amore con una certa Esther Raizel perché la sua dubbia reputazione aggravava la macchia del divorzio di sua madre. Sopravvisse a un altro pogrom, ma la sua famiglia fu finanziariamente rovinata dalla distruzione delle loro proprietà e dal furto dei loro soldi.
Nello scrivere di questo periodo nel suo libro di memorie, Adler menziona la partecipazione e l'ammirazione per le esibizioni di Israel Grodner, un Brody singer e un attore di improvvisazione che presto sarebbe diventato uno dei fondatori del teatro yiddish professionale. Una canzone di Grodner su un vecchio padre respinto dai suoi figli sarebbe stata in seguito il germe dell'idea per Il King Lear Yiddish. Scrive che sarebbe diventato un Brody singer, come Grodner, tranne il fatto che "Non avevo voce". Questa mancanza di una voce per cantare sarebbe stato un fattore importante nella direzione della sua carriera di attore: secondo Rosenfeld, sebbene il teatro yiddish sia stato a lungo dominato da vaudeville e operette, "Era l'unico attore yiddish a fare affidamento interamente su classici e traduzioni degli spettacoli europei moderni".

### Sanitarioe ispettore
Lo scoppio della guerra russo-turca portò alla coscrizione universale di giovani uomini. Su sollecitazione della sua famiglia, Adler si è fece strada corrompendo per diventare un sanitario, un assistente del Corpo medico della Croce Rossa. Fu selezionato (pare in poco più tempo della sua apparizione) dal principe Vladimir Petrovič Mešerskij per lavorare in un ospedale tedesco a Bender, in Moldavia, occupandosi principalmente di malati di tifo. Nei suoi quattro mesi divenne un favorito con le famiglie ebree stabilite lì e guadagnò una medaglia d'oro per l'eccezionale risultato per il suo breve servizio allo zar.
Tornato a Odessa, trovò lavoro come distributore di giornali. Questo lavoro rispettabile richiedeva di alzarsi alle 6 del mattino, non andava bene per partecipare a delle bevute. Però il rapporto con i giornali significò che presto venne a conoscenza di uno degli altri effetti della guerra: i numerosi mercanti e intermediari ebrei portati a Bucarest furono un vantaggio per il nascente teatro yiddish di Abraham Goldfaden. Due dei suoi conoscenti di Odessa, Israel Rosenberg, un simpatico truffatore, e Jakov Spivakovskij, rampollo di una ricca famiglia ebrea, erano diventati attori lì, poi avevano lasciato Goldfaden per fondare la propria compagnia, facendo un tour in Moldavia. Adler scrisse loro per esortarli a portare la loro compagnia a Odessa.
Adler riuscì a far leva su una raccomandazione del principe Mešerskij e un'altra di Avrom Markovič Brodskij, un uomo d'affari così di successo da essersi guadagnato il soprannome di "lo zar ebreo", per ottenere un lavoro come ispettore del mercato per il Dipartimento di pesi e misure, piuttosto insolito per un ebreo in quel momento. Il suo incarico vagamente corrotto gli diede buoni contatti con la polizia. Questi sarebbero presto tornati utili per appianare alcuni problemi di una compagnia teatrale giovane e senza licenza quando Rosenberg e Spivakovskij tornarono dalla Romania, senza un soldo perché la fine della guerra aveva significato il crollo del teatro yiddish nelle province, e pronti a fondare una troupe a Odessa.
Adler aspirava a diventare un attore, ma all'inizio si trovò a servire la troupe più come critico e teorico, facendo uso della sua ormai vasta conoscenza del teatro russo. Le prime produzioni (La nonna e la nipote e Shmendrick di Goldfaden) furono successi popolari, ma il racconto di Adler suggerisce che erano fondamentalmente mediocri, e suo zio Arke rimase sconvolto: "E questo sarebbe teatro? No, figlio mia, questo è un circo".

### Carriera di attore
L'osservazione di Lulla Rosenfeld secondo cui Adler "...si basava interamente sui classici e traduzioni di opere moderne europee" non racconta tutta la storia. Da un lato fu anche l'autore del reclutamento del primo drammaturgo naturalistico del teatro yiddish, Jacob Gordin e ottenne un grande trionfo nel ruolo principale di Der Yiddisher King Lear (Il King Lear Yiddish) di Gordin, ambientato nella Russia del XIX secolo. Dall'altro, fino ai 50 anni, non esitava ad approfittare della sua abilità di ballerino e anche occasionalmente assumeva ruoli che richiedevano un po' di canto, anche se a detta di tutti (anche a detta sua) questo non era il suo forte.

#### Russia
Adler ha scritto nel suo libro di memorie che la passione della sua futura moglie Sonya Oberlander (e della sua famiglia) per il teatro, e la loro visione di ciò che il teatro yiddish avrebbe potuto diventare, lo fecero continuare nella professione nonostante il punto di vista di suo zio. Quando lei fu scritturata da Rosenberg al fianco di Jakov Spivakovskij nel ruolo della protagonista dell'operetta cupa e comica di Abraham Goldfaden Breindele Cossack, tirò le fila in modo che il ruolo di Guberman fosse riassegnato ad Adler.
Il suo successo nel ruolo fu interrotto dalla notizia che Goldfaden, le cui commedie stavano usando senza permesso, stava arrivando con la sua troupe a Odessa. Lo stesso racconto di Goldfaden dice che era venuto lì su sollecitazione di suo padre; Adler lo attribuisce ai "nemici" di Rosenberg e Spivakovsky. Rosenberg, nemmeno il più etico degli uomini, ritirò la sua compagnia da Odessa per visitare l'entroterra. Presto, però, sarebbe arrivato a un'intesa grazie alla quale la sua compagnia sarebbe stata una compagnia itinerante ufficialmente riconosciuta collegata alla compagnia di Goldfaden.
Come da suo racconto, Adler prese un periodo di aspettativa dal suo lavoro per viaggiare con la troupe di Rosenberg a Kherson, dove debuttò con successo come l'amante Marcus in La strega di Botoşani. Superò il congedo, perse il suo incarico di governo e prese effettivamente la decisione di diventare un attore a tempo pieno. Adler era scontento che sotto Tulya Goldfaden ci fossero "Non più azioni comuniste, non più cameratismo idealistico". Tuttavia sotto lo stesso regime di Goldfaden ebbe il suo primo assaggio di vera celebrità quando le persone a Chișinău si accampavano nei cortili in attesa degli spettacoli. Persino la polizia sembrava essersi "innamorata" della troupe, vestendo gli attori nelle loro uniformi alle feste sfrenate dopo gli spettacoli, mentre provavano i costumi della troupe.
Insoddisfatto della paga bassa, a Kremenčuk Adler guidò uno sciopero degli attori senza successo. Una serie di intrighi portò quasi a una rottura con Sonja, ma alla fine riportò entrambi nella troupe di Rosenberg e portò al loro matrimonio a Poltava. Quando questa particolare compagnia si sciolse, gli Adler furono tra i pochi attori a rimanere con Rosenberg per formarne una nuova che includesse l'attrice che in seguito divenne famosa con il nome di Keni Liptzin. A Černihiv Adler rifiutò l'opportunità di recitare in una produzione in lingua russa di Boris Gudonov. In questo periodo Goldfaden apparve di nuovo e, dopo aver usato un elaborato intrigo per dimostrare agli Adler che Rosenberg non aveva alcuna lealtà nei loro confronti, li reclutò nella sua compagnia, che all'epoca sembrava essere diretta verso un ingresso trionfante a San Pietroburgo.
Tutto ciò cambiò con l'assassinio dello zar Alessandro II. Il lutto per lo zar significava che non ci sarebbero stati spettacoli nella capitale; inoltre il clima politico della Russia si rivolse bruscamente contro gli ebrei. La troupe di Goldfaden continuò a lavorare per un po': a Minsk, a Babrujsk, dove si esibivano principalmente per i soldati russi, e a Vicebsk, dove lui e Sonya finirono per dover citare in giudizio Goldfaden per la loro paga, e se ne andarono per raggiungere Rosenberg, che stava dando spettacoli in un teatro tenda a Nižyn. Tuttavia le cose si rivelarono anche peggiori: Nižyn presto cadde preda di un pogrom. La compagnia riuscì a evitare danni fisici, in parte convincendo i rivoltosi che si trattava di una compagnia teatrale francese e in parte facendo un uso giudizioso del denaro che gli Adler avevano vinto in tribunale da Goldfaden.
A Łódź, Adler interpretò trionfalmente il ruolo del protagonista in Uriel Acosta di Karl Gutzkow, il primo di una serie di ruoli attraverso i quali sviluppò un personaggio che in seguito avrebbe chiamato "il Grande Ebreo". Dopo Łódź, sbarcarono a Žytomyr, sotto un investitore/direttore incompetente di nome Hartenstein. Pensavano di aver trovato "un angolo tranquillo" dell'Impero russo in cui "fare un po' di sostentamento", ma in realtà Hartenstein stava semplicemente sperperando i suoi soldi.
Le conseguenze finanziarie del fallimento della loro compagnia furono mitigate da una serie di tre spettacoli di beneficenza, in coordinamento con la locale compagnia teatrale di lingua russa. Sonya tornò a Odessa per dare alla luce la loro figlia Rivka, Adler rimase sei settimane a Žytomyr e fece una specie di apprendistato tardivo con due attori caratteristi russi di fama nazionale, Borisov e Filipovskij. Tuttavia tornò a Odessa pensando che molto probabilmente si sarebbe lasciato alle spalle il teatro.
In tarda età, quando ripensò ai suoi anni di recitazione nelle compagnie di Adler e Goldfaden, Adler lo vide semplicemente come l'"infanzia" della sua carriera. Descrive i suoi pensieri verso la fine di questo periodo, "Per tre anni avevo vagato nella grotta della strega (La strega di Botoşani) tra gli stracci da clown di Shmendrick e cosa sapevo veramente del mio mestiere?... Se un giorno tornerò al teatro yiddish, lasciami almeno non essere così ignorante."
Tornato a Odessa scoprì che nessuno lo avrebbe impiegato in un lavoro diverso da quello di attore. Nel 1882 mise insieme una sua troupe con Keni Liptzin e portò Rosenberg come partner. Questa compagnia fece un tour a Rostov, Taganrog, in Lituania, a Dünaburg (ora Daugavpils, Lettonia). Con l'obiettivo di portare la troupe a San Pietroburgo, richiamarono il loro ex manager Chaikel Bain. Erano a Riga nell'agosto 1883 quando arrivò la notizia che stava per essere messo al bando totale il teatro yiddish in Russia.
La troupe rimase bloccata a Riga. Chaikel Bain si ammalò e morì. Con qualche difficoltà fu organizzato il passaggio a Londra per la troupe su una nave bestiame, in cambio dell'intrattenimento dell'equipaggio. In questo periodo però ricomparvero Israel Grodner e sua moglie Annetta. Adler voleva inserirli nel gruppo diretto a Londra. Secondo Adler Rosenberg, che aveva interpretato molti degli stessi ruoli di Israel Grodner, disse in sintesi ad Adler "o lui o io". Adler tentò di convincerlo a cambiare idea, ma insistette per includere Grodner nel gruppo di viaggio: Adler lo considerava uno dei migliori attori del teatro yiddish, una grande risorsa per qualsiasi esibizione che avrebbero dato a Londra, mentre sentiva che Rosenberg mancava di profondità come attore. Cercò di convincere Rosenberg a venire con loro a Londra, ma Rosenberg non cambiò idea.

#### Londra

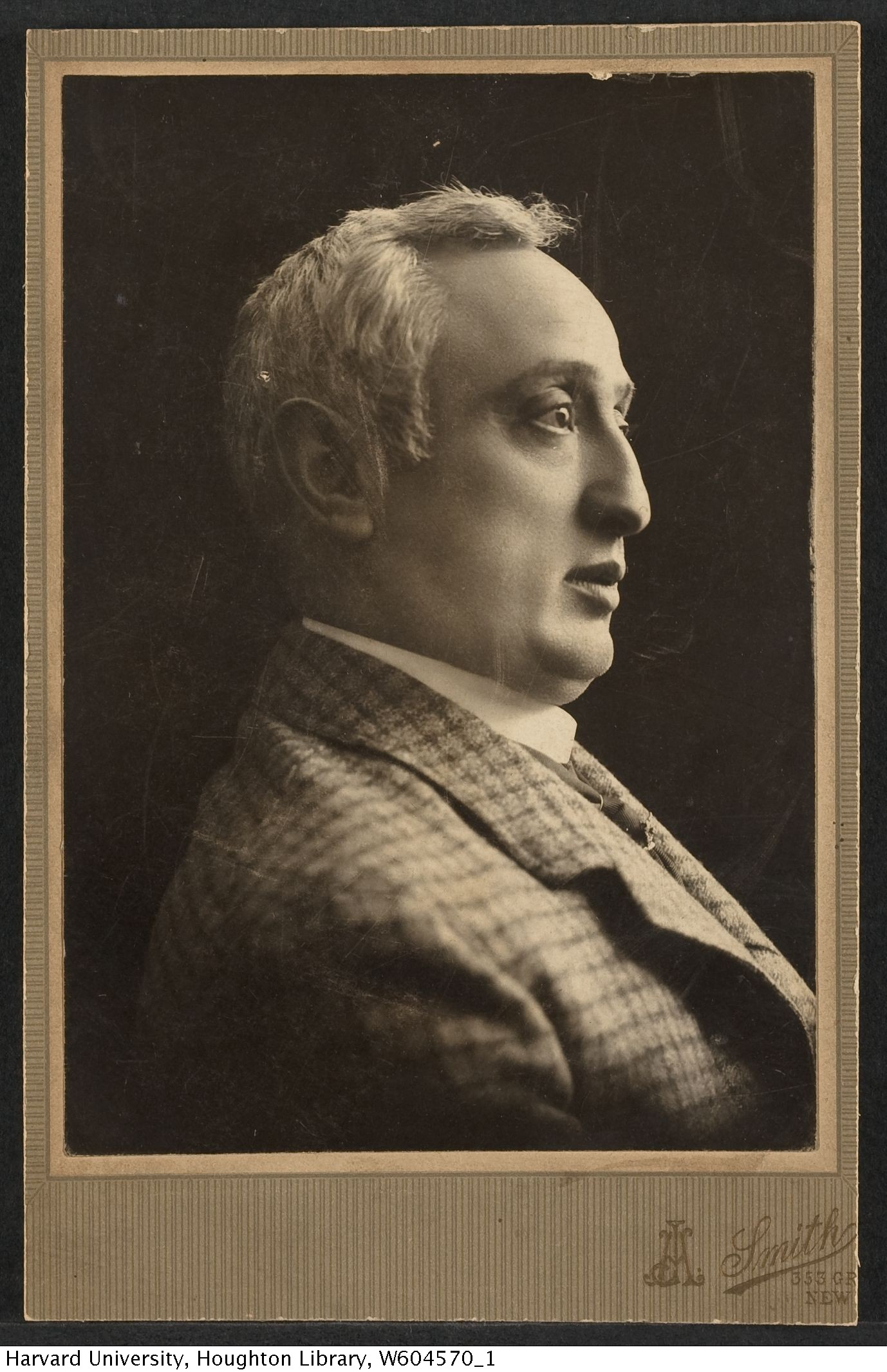
Jacob Adler

Del suo periodo a Londra Adler scrisse, "se il teatro yiddish era destinato a passare attraverso la sua infanzia in Russia e in America crebbe fino alla virilità e al successo, ebbene Londra divenne la sua scuola".
Adler arrivò a Londra con pochi contatti. A Whitechapel, il centro della Londra ebraica in quel momento, incontrò limiti estremi di povertà che descrive come superiori a quelli che aveva mai visto in Russia o che potesse mai aver visto a New York. L'allora rabbino capo dell'Impero britannico, il dottor Nathan Marcus Adler, era un parente. Il padre di Adler gli aveva scritto una lettera di presentazione in ebraico, ma niente avrebbe potuto essere più lontano dai desideri del rabbino che assistere al teatro in lingua yiddish. Nathan Marcus Adler considerava lo yiddish un "gergo" che esisteva a spese sia dell'ebraico liturgico che dell'inglese necessario per la crescita verso l'alto, e il suo Ebraismo ortodosso "non poteva sopportarlo tanto quanto una benedizione data sul palcoscenico, perché una tale benedizione sarebbe stata data invano"; aveva inoltre paura che le rappresentazioni degli ebrei sul palco avrebbero dato aiuto e conforto ai loro nemici.
A quel tempo il teatro yiddish a Londra significava club amatoriali. L'arrivo di attori yiddish professionisti dalla Russia operò grandi cambiamenti, portando il teatro yiddish a Londra a un nuovo livello e consentendo una modesta professionalità, sebbene mai a molto più di un salario da povertà. Il libro di memorie di Adler riconosce molte persone che lo hanno aiutato in vari modi. Alla fine, con l'aiuto in particolare del parente di Sonya, Herman Fiedler, drammaturgo, direttore d'orchestra e direttore di scena, gli Adler e i Grodner riuscirono a rilevare il Prescott Street Club. Lì presentarono un teatro generalmente serio a un pubblico di circa 150 persone. Fiedler adattò The Odessa Beggar da The Ragpicker of Paris di Félix Pyat, un dramma tragicomico scritto alla vigilia delle Rivoluzioni del 1848. Adler vi recitò, in un ruolo che avrebbe continuato a ricoprire per tutta la durata della sua carriera.
Due mesi dopo interpretò Uriel Acosta all'Holborn Theatre davanti a un pubblico di 500 persone, inclusi gli "aristocratici ebrei del West End". La religiosità degli ebrei londinesi era tale che dovevano usare un corno d'ariete di cartone (non suonabile) per evitare bestemmie. Erano presenti il rabbino capo Adler e suo figlio ed eventuale successore Hermann Adler ed entrambi, specialmente il rabbino più giovane, furono favorevolmente colpiti. C'erano anche menzioni sulla stampa in lingua inglese.
Recitando davanti a un pubblico ristretto, su piccoli palchi, in compagnie comunali dove tutti tranne le star avevano un lavoro diurno e recitando solo sabato e domenica (i pii ebrei londinesi non avrebbero mai tollerato spettacoli del venerdì), Adler si concentrò sul teatro serio come mai prima d'ora. Tuttavia lui e Grodner presto litigarono: litigarono sull'ideologia e sulle parti e i loro duelli verbali si trasformarono in dialoghi improvvisati. Alla fine i Grodner se ne andarono per fare teatro in una serie di altri luoghi, in particolare Parigi, ma alla fine tornarono a Londra, dove Israel Grodner morì nel 1887.
Nel novembre 1885, Adler aveva un suo club teatrale, il Princes Street Club, al n. 3 di Princes Street (ora Princelet Street, E1), costruito appositamente, finanziato da un macellaio di nome David Smith. Aveva 300 posti a sedere; esibendosi tutte le sere tranne il venerdì, guadagnava circa £3 s.10 a settimana, ma con una fama molto sproporzionata rispetto ai pochi soldi. Molte delle figure più importanti del teatro yiddish, tra cui Sigmund Mogulesko, David Kessler, Abba e Clara Shoengold e Sara Heine (la futura Sara Adler), si esibirono come ospiti quando passarono per Londra.
Uno dei ruoli di Adler di questo periodo fu quello del cattivo Franz Moore nell'adattamento di Herman Fiedler de I masnadieri di Schiller, che introdusse Schiller nel teatro yiddish. In almeno un'occasione nel 1886, interpretò sia Franz Moore che l'eroe della commedia, il fratello di Franz, Karl Moore: nella commedia non si incontrano mai.
Nel 1886 la figlia di Adler, Rivka, morì di croup; Sonya morì di un'infezione contratta mentre dava alla luce il loro figlio Abram; nel frattempo aveva avuto una relazione con una giovane donna, Jenny ("Jennya") Kaiser, anche lei incinta, con suo figlio Charles. Depresso dopo la morte di Sonya, rinunciò a un'offerta di trasferirsi negli Stati Uniti, che fu invece accolta da Mogulesko e Finkel. Nell'inverno del 1887 il pubblico del Princes Street Club fu preso dal panico quando pensò che un incendio simulato fosse reale; 17 persone morirono nella fuga precipitosa. Mentre le autorità stabilirono che non era colpa di Adler e al club fu permesso di riaprire, l'affluenza non tornò; "il teatro", egli scrive, "era così freddo, buio e vuoto che si poteva cacciare i lupi nella galleria".
La relazione di Adler con Jennya continuò; frequentò anche una giovane corista di una famiglia ebrea ortodossa, Dinah Shtettin. Il suo libro di memorie è estremamente poco chiaro sulla sequenza degli eventi e accenna ad altre relazioni in questo periodo. Il libro di memorie chiarisce che Jennya "dal sangue caldo" aveva poco interesse in un matrimonio, mentre il padre di Dinah insisteva per il matrimonio, anche se disprezzava Alder e chiariva che dubitava che il matrimonio sarebbe durato.

#### L'arrivo in America
Con l'aiuto di una piccola somma di denaro dal suo lontano parente, il rabbino capo, Adler raccolse i soldi per viaggiare in terza classe a New York, con il figlio neonato Abrom, Alexander Oberlander e la sua famiglia, Keni e Volodya Liptzin e Herman Fiedler, tra gli altri. Adler non dubitava che il rabbino fosse contento di vedere gli attori yiddish lasciare Londra. A New York scoprirono prontamente che né Mogulesko e Finkel al Romanian Opera House né Maurice Heine all'Oriental Theater erano utili per loro. Si diressero a Chicago, dove, dopo un breve successo iniziale, la troupe andò in pezzi a causa di una combinazione di controversie di lavoro e di una concorrenza spietata. Gli Oberlander riuscirono ad avviare un ristorante; lui e Keni Liptzin quell'autunno si diressero a New York, dove lei riuscì a firmare alla Romanian Opera House; non riuscendo a trovare una posizione simile per se stesso, tornò a Londra, attratto dal fascino sia di Dinah che di Jennya.
Non rimase a lungo a Londra. Dopo alcuni importanti successi a Varsavia, che era sotto il dominio austriaco, tornò a Londra nella primavera del 1889, e poi di nuovo a New York, questa volta per recitare per Heine al Poole's Theatre. Dopo un fallimento iniziale in The Odessa Beggar (egli scrive che il pubblico newyorkese dell'epoca non era pronto per la "tragicommedia"), fu un successo nel melodramma Moishele Soldat e "un successo più degno" in Uriel Acosta. Questo gli diede le basi per portare Dinah in America. Il loro matrimonio non durò, anche se il divorzio fu amichevole: lei si risposò con Siegmund Feinman. Adler litigò con Heine, inizialmente per affari; in quel momento anche il matrimonio di Heine stava andando a rotoli, e Sara Heine sarebbe poi diventata Sara Adler.
Adler andò in tournée con Boris Thomashefsky, che all'epoca era pioniere del circuito itinerante per il teatro yiddish in America. Si esibirono a Filadelfia e a Chicago, dove giunse la notizia di un'opportunità di rilevare il Poole's, dopo che Heine era passato ai Thalia. Adler tornò a New York, dove riuscì anche a battere Mogulesko e Kessler lontano da Heine.

#### New York

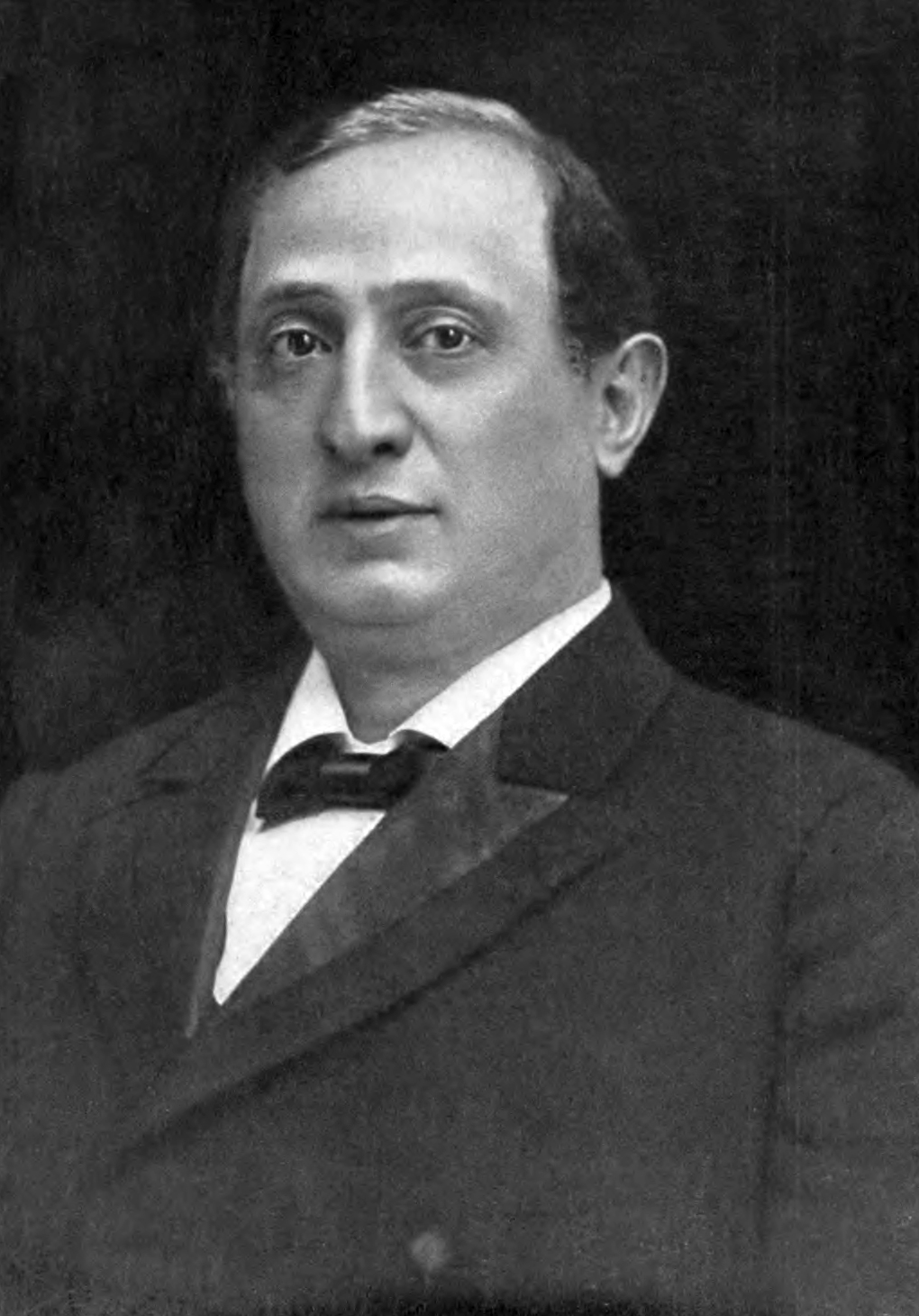
Jacob Adler nel 1902

Rinominando Poole's come Union Theatre, Adler tentò di produrre il più serio teatro in lingua yiddish che New York avesse mai visto nell'Yiddish Theater District, con spettacoli come La Juive di Scribe, Samson the Great di Zolotkev e Quo Vadis di Sinckievich. Tuttavia, dopo che Thomashefsky ottenne un enorme successo popolare nell'operetta David ben Jesse di Moses Halevy Horowitz al Teatro Nazionale di Moishe Finkel, l'Union Theatre abbandonò temporaneamente la sua programmazione intellettuale e gareggiò a testa alta con le operette Judith and Holofernes, Titus Andronicus o la Second Destruction of the Temple e Hymie in America.
Adler non si accontentò di continuare a lungo in questa modalità e cercò un drammaturgo in grado di creare pezzi che avrebbero attratto il pubblico ebraico, pur fornendo un tipo di teatro di cui essere orgoglioso di esibirsi. Reclutò Jacob Gordin, già un rispettato romanziere e intellettuale, recentemente arrivato a New York e che si guadagnava da vivere come giornalista all'Arbeiter Zeitung, precursore di The Forward. Le prime due commedie di Gordin, Siberia e Two Worlds, furono un fallimento commerciale, tanto che Mogulesko e Kessler lasciarono la compagnia, ma The Yiddish King Lear, con Adler e la sua nuova moglie Sara, ebbe un tale successo che la commedia alla fine si trasferì al più grande National Theater di Finkel. Questo lavoro (basato solo molto vagamente su Shakespeare) ebbe successo con il pubblico popolare, ma anche con intellettuali ebrei che fino a quel momento avevano in gran parte ignorato il teatro yiddish, ponendo fine per un po' al dominio commerciale delle operette come quelle di Horowitz e Joseph Lateiner. L'anno successivo, The Wild Man di Gordin consolidò questo cambiamento nella direzione del teatro yiddish, che stava entrando in quello che è visto retrospettivamente come il suo primo periodo di grandezza.

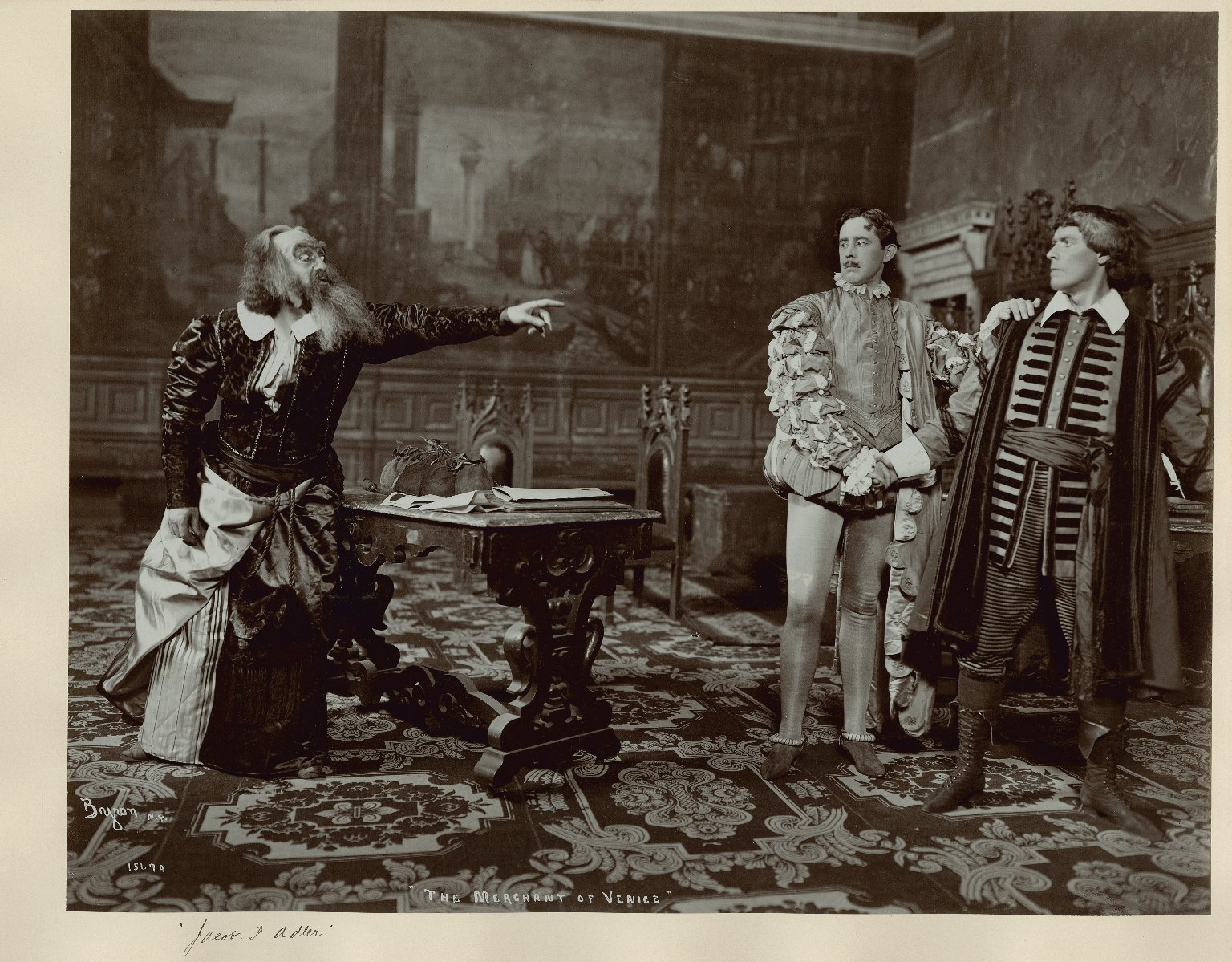
Una fotografia di Adler nei panni di Shylock in una recita della fine del XIX secolo del Il mercante di Venezia di Shakespeare.

Nei decenni successivi Adler avrebbe recitato (o, in alcuni casi, semplicemente prodotto) numerose opere di Gordin, ma anche classici di Shakespeare, Schiller, Lessing; La Juive di Eugène Scribe; drammatizzazioni di Trilby di George du Mauriere, Camille di Alexandre Dumas, figlio e le opere di drammaturghi moderni come Gorky, Ibsen, Shaw, Strindberg, Gerhart Hauptmann, Victor Hugo, Victorien Sardou e Leonid Andreyev. Spesso le opere dei grandi drammaturghi contemporanei, persino Shaw, che scriveva in inglese, venivano messe in scena a New York in yiddish per anni, o addirittura decenni, prima che venissero messe in scena in inglese.
Avendo già interpretato il famoso Shylock ne Il mercante di Venezia di Shakespeare sul palcoscenico yiddish del People's Theatre, interpretò nuovamente il ruolo in una produzione di Broadway del 1903, diretta da Arthur Hopkins. In questa produzione Adler pronunciò le sue battute in yiddish mentre il resto del cast parlava in inglese. La recensione del New York Times della performance di Adler non fu favorevole: in particolare il suo stile di recitazione naturalistico non era quello che il pubblico del periodo si aspettava in una produzione di Shakespeare. Alcune altre recensioni (come quella sulla rivista Theatre) erano più amichevoli; in ogni caso la stessa produzione fu ripresa due anni dopo.
Lulla Rosenfeld scrive che Henry Irving, il grande Shylock prima di allora, interpretava Shylock come "moralmente superiore ai cristiani che lo circondavano... spinti alla crudeltà solo dalle loro persecuzioni più crudeli". Al contrario, "Adler disprezzava la giustificazione. La vendetta totale era il suo obiettivo". Nelle parole di Adler, "Shylock fin dall'inizio era guidato dall'orgoglio piuttosto che dalla vendetta. Egli desidera umiliare e terrorizzare Antonio (Il mercante di Venezia) per gli insulti e le umiliazioni che ha subito per mano sua. Per questo si spinge così lontano. per portare il suo coltello e la bilancia in tribunale. Per Shylock, tuttavia, il culmine desiderato era rifiutare la libbra di carne con un gesto di compassione divina. Quando il verdetto va contro di lui, è schiacciato perché è stato derubato di questo opportunità, non perché brama la morte di Antonio. Questa è stata la mia interpretazione. Questo è lo Shylock che ho cercato di mostrare". La strada da questo al method acting è chiara.
Dopo i suoi due trionfi a Broadway, Adler tornò al teatro yiddish.
Sulla scia del Pogrom di Chișinău, Adler tornò brevemente nell'Europa orientale nell'estate del 1903, dove cercò di convincere vari membri della famiglia a venire in America. Sebbene fosse stato accolto come un eroe, riuscì solo parzialmente a convincere le persone ad andarsene; sua madre, in particolare, era determinata a finire la sua vita dov'era. (Suo padre era morto alcuni anni prima.) Convinse sua sorella Sarah Adler a seguirlo in America poiché suo marito era morto di malattie cardiache a Verdun nel 1897 e lei stava crescendo sette figli da sola. Lei emigrò nel 1905.
Tornato a New York, lui e Thomashefsky affittarono insieme il People's Theatre, con l'intenzione di usarlo in diverse serate della settimana. Adler, esausto per il suo viaggio in Russia, spesso lasciava le sue notti inutilizzate e Thomashefsky si offrì di comprarlo per $10.000, a condizione che non tornasse ad esibirsi a New York. Adler fu così offeso che i due non parlarono per mesi, anche se all'epoca vivevano l'uno di fronte all'altro in un cortile e potevano guardarsi negli appartamenti di St. Mark's Place. Adler decise di eseguire La potenza delle tenebre di Tolstoj e decise che avrebbe fatto la sua traduzione dal russo allo yiddish. Lo spettacolo fu un grande successo, la prima produzione di successo di un'opera teatrale di Tolstoj negli Stati Uniti, e Thomashefsky fu così ovviamente felice per Adler che la loro amicizia si rinnovò. Adler seguì con altrettanto successo produzioni della drammatizzazione di Gordin di Resurrezione di Tolstoj e dell'originale di Gordin The Homeless.

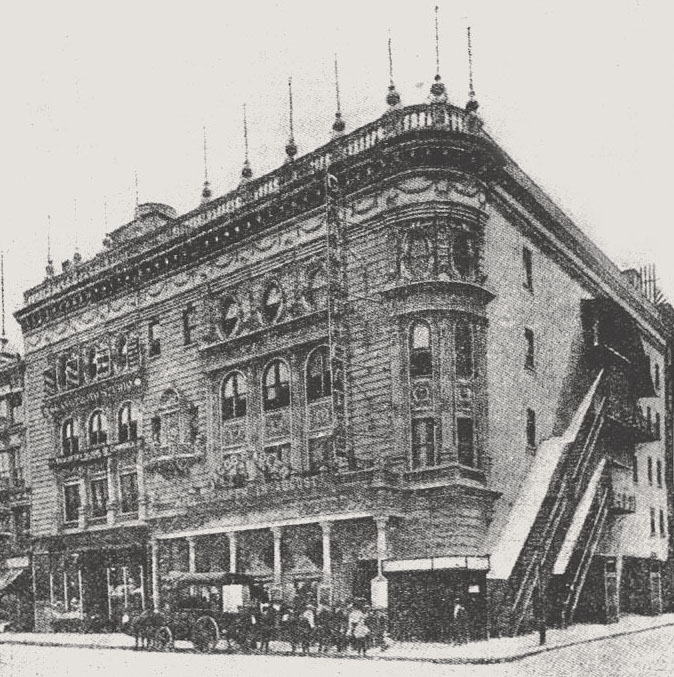
Il Grand Theatre, qualche tempo prima del 1906.

Nel 1904 Adler fece costruire il Grand Theatre in quello che doveva essere il quartiere dei teatri yiddish all'angolo tra Bowery e Canal Street, il primo teatro yiddish appositamente costruito a New York. Sua moglie Sara si era trasferita per recitare al Novelty Theatre di Brooklyn, e la famiglia si era stabilita in un edificio in arenaria di quattro piani, con ascensore, negli East Seventies. (In seguito si sarebbero trasferiti ancora una volta, a Riverside Drive.) In questo periodo Lincoln Steffens scrisse un pezzo dicendo che il teatro yiddish a New York aveva eclissato il teatro in lingua inglese in termini di qualità.
Questa età dell'oro non doveva durare. Gli anni 1905-1908 videro mezzo milione di nuovi immigrati ebrei a New York e ancora una volta il pubblico più numeroso per il teatro yiddish era per i biglietti meno cari. Adler resistette, ma i Thomashefsky stavano facendo fortuna al Thalia; le commedie con titoli come Minke the Servant Girl avevano tariffe molto lontane, come Dementia Americana di Gordin (1909). Doveva arrivare il 1911 prima che Adler ottenesse un altro grande successo, questa volta con The Living Corpse di Tolstoy (noto anche come Redemption), tradotto in yiddish da Leon Kobrin.
Nel 1919-1920 Adler, nonostante la sua politica socialista, si trovò in una disputa di lavoro con l'Unione degli Attori Ebraici; passò quella stagione a Londra piuttosto che a New York. Un ictus nel 1920 mentre era in vacanza nello stato di New York concluse quasi la sua carriera di attore, anche se continuò ad apparire occasionalmente, di solito come parte di uno spettacolo di beneficenza per se stesso, spesso interpretando il primo atto di The Yiddish King Lear: il personaggio del protagonista rimane seduto per tutto l'intero atto. Nel 1924 stava abbastanza bene per recitare nel ruolo del protagonista di un revival di The Stranger di Gordin, ispirato a "Enoch Arden" di Tennyson: il personaggio è "un uomo malato e distrutto", quindi l'Adler fu in grado di integrare la propria debolezza fisica nella rappresentazione. Il 31 marzo 1926 crollò improvvisamente, morendo quasi all'istante.
È sepolto nell'Old Mount Carmel Cemetery di Glendale, nel Queens.

### Famiglia
Adler si sposò tre volte, prima con Sophia (Sonya) Oberlander (morta nel 1886), poi con Dinah Shtettin (m. 1887- divorzio 1891) e infine con l'attrice Sara Adler (in precedenza Sara Heine) (m. 1891), che gli sopravvisse oltre 25 anni.
La figlia sua e di Sonya, Rivkah (Rebecca), morì all'età di 3 anni. Sonya morì per un'infezione contratta mentre dava alla luce il figlio Abram nel 1886. Il figlio di Abram, Allen Adler (1916-1964), fu, tra le altre cose, lo sceneggiatore di Il pianeta proibito. Mentre era ancora sposato con Sonya, Adler ebbe una relazione con Jenny "Jennya" Kaiser, dalla quale ebbe un figlio, l'attore di teatro Charles Adler (1886-1966).
Lui e Dinah avevano una figlia, Celia Adler (1889-1979).
Lui e Sara hanno avuto sei figli: i famosi attori Luther (1903-1984) e Stella Adler (1901-1992) e gli attori meno noti Jay (1896-1978), Frances, Julia e Florence. Jacob e Stella Adler sono entrambi membri dell'American Theater Hall of Fame.
Sua sorella Sarah/Soore Adler e i suoi sette figli emigrarono a New York nel 1905. Sua nipote, Francine Larrimore, figlia di Sarah, divenne un'attrice di Broadway, che apparve anche in film. Era anche il prozio dell'attore Jerry Adler.

### Le memorie
Le memorie di Adler furono pubblicate nel giornale socialista in lingua yiddish di New York Die Varheit nel 1916-1919 e ripresero brevemente nel 1925 in un rilancio senza successo di quel giornale; la traduzione inglese di sua nipote Lulla Rosenfeld fu pubblicata solo nel 1999. La parte del libro di memorie 1916-1919 fornisce un quadro dettagliato dei suoi anni russi. La parte del 1925 fornisce un quadro relativamente dettagliato del suo periodo a Londra, sebbene con alcune evasioni sulla tempistica relativa delle sue relazioni con sua moglie Sonya e con Jennya Kaiser e Dinah Shtettin. Contiene solo una descrizione relativamente frammentaria della sua carriera a New York. Nel libro in lingua inglese di queste memorie, Rosenfeld tenta di colmare le lacune con i propri commenti.
Adler scrive in modo vivido e con umorismo. Descrive il regista Hartenstein come "un giovane galiziano con i capelli lunghi e il cervello corto, per metà istruito a Vienna e per metà attore" e si riferisce ai poveri di Whitechapel come se fossero "usciti dalle loro madri già grigi e vecchi". Dei suoi primi anni londinesi scrive: "Suonavamo per un pubblico ristretto, su un palco delle dimensioni di un cadavere, ma suonavamo bene, con un'ubriachezza di felicità".
In un piccolo saggio, Shmendrick, My Mephistopheles, uno degli ultimi passaggi che scrisse, Adler descrive l'ultima volta che vide rappresentare Shmendrick, in una rappresentazione in memoria di Goldfaden nel 1912. Lamentandosi della scelta della commedia per il memoriale, "Goldfaden ha scritto cose migliori", riconosce tuttavia: "quello stesso amaro Shmendrick era il nostro sostentamento... Ho stretto i denti. Ho invocato gli spiriti di Aristofane, di Shakespeare, di Lope de Vega. Ho pianto e ho ingoiato le mie stesse lacrime... E maledissi il destino che mi legava a lui... Eppure, mentre imprecavo e condannavo, sgorgarono le lacrime. Perché tutta la mia vita, tutto il mio passato, era davanti a me su quel palco... Povero debole primo passo del nostro Teatro yiddish... ti ringrazio per la felicità che ci hai dato... ti ringrazio Shmendrick, il mio amato, il mio".